# Acta Sanctae Sedis
Acta Sanctae Sedis (in italiano, letteralmente: «Atti della Santa Sede») fu dal 1865 al 1908 un periodico che pubblicava atti della Santa Sede della Chiesa cattolica.
Conteneva i principali pubblici documenti del papa e della Curia Romana; conteneva inoltre una lista di appuntamenti romani.
Venne pubblicato con periodicità mensile.

## Storia
Incominciò le sue pubblicazioni nel 1865 per iniziativa del sacerdote romano Pietro Avanzini con il titolo Acta Sanctae Sedis in compendium redacta (Atti della Santa Sede redatti in compendio) e la rivista fu così apprezzata che, con rescritto di Propaganda Fide del 23 maggio 1904, il testo dei documenti venne considerato come «autentico e ufficiale».
Il 29 settembre 1908 il papa Pio X con la costituzione apostolica Promulgandi pontificias fondò gli Acta Apostolicae Sedis, i quali presero il posto degli Acta Sanctae Sedis.